# Nati nel 1590
| Questa pagina contiene informazioni ricavate automaticamente dalle voci biografiche con l'ausilio del template Bio e di un bot. L'aggiornamento è periodico e automatico e ricostruisce completamente la pagina. Se manca una persona in questa lista, sei pregato di non aggiungerla, ma accertati piuttosto che la sua voce biografica contenga il template Bio e che i dati anagrafici siano correttamente compilati. Se il template Bio manca, inseriscilo tu stesso o, in alternativa, metti l'avviso {{tmp\|Bio}} che ne segnala la mancanza. Se i dati riportati sono sbagliati, correggi direttamente la voce biografica; le modifiche saranno visibili in questa lista entro pochi giorni. Per chiarimenti vedi il progetto biografie. La lista contiene solo le 113 persone che sono citate nell'enciclopedia e per le quali è stato implementato correttamente il template Bio. Pagina aggiornata al 18 ago 2025. |

## Gennaio(7)
- 9 gennaio - Simon Vouet, pittore e disegnatore francese († 1649)
- 13 gennaio - Bruno Bruni, gesuita e missionario italiano († 1640)
- 15 gennaio - Antonio Sancho Dávila de Toledo y Colonna, generale e politico spagnolo († 1666)
- 16 gennaio - Marco Antonio Alaimo, medico italiano († 1662)
- 20 gennaio - Benedetta Carlini, mistica, religiosa e veggente italiana († 1661)
- 26 gennaio - Livia Vernazza, italiana († 1655)
- 30 gennaio - Anne Clifford, nobile e mecenate inglese († 1676)

## Febbraio(2)
- 4 febbraio - Redento Baranzano, presbitero, astronomo e scrittore italiano († 1622)
- 5 febbraio - François Annat, gesuita francese († 1670)

## Marzo(3)
- 18 marzo - Manuel de Faria e Sousa, nobile, scrittore e storico portoghese († 1649)
- 19 marzo - William Bradford, politico britannico († 1657)
- 29 marzo - Agnese Maddalena di Anhalt-Dessau, principessa († 1626)

## Aprile(2)
- 1º aprile - Laura d'Este, nobildonna italiana († 1630)
- 18 aprile - Ahmed I, sultano ottomano († 1617)

## Maggio(7)
- 3 maggio - Franco Burgersdijk, logico olandese († 1635)
- 5 maggio - Giovanni Alberto II di Meclemburgo-Güstrow, duca († 1636)
- 8 maggio - Gregorio Boncompagni, II duca di Sora, nobile italiano († 1628)
- 12 maggio - Cosimo II de' Medici, sovrano italiano († 1621)
- 16 maggio - Eva Cristina di Württemberg, nobile tedesca († 1657)
- 30 maggio - Lucas Jennis, incisore e tipografo tedesco († 1630)
- 31 maggio - Frances Howard, nobile inglese († 1632)

## Giugno(1)
- 24 giugno - Samuel Ampzing, pastore protestante e poeta olandese († 1632)

## Luglio(4)
- 3 luglio - Lucrezia Orsina Vizzana, cantante, organista e compositrice italiana († 1662)
- 11 luglio - Pirro Maria Gonzaga, nobile e ambasciatore italiano († 1628)
- 13 luglio - Papa Clemente X, papa, vescovo cattolico e cardinale italiano († 1676)
- 26 luglio - Johannes Crell, teologo tedesco († 1633)

## Agosto(6)
- 6 agosto - Giovanni Ludovico di Nassau-Hadamar, nobile tedesco († 1653)
- 7 agosto - Carlo d'Asburgo, vescovo cattolico austriaco († 1624)
- 13 agosto - Siro da Correggio, nobile italiano († 1645)
- 14 agosto - Petrus Lucius, tipografo tedesco († 1656)
- 19 agosto - Henry Rich, I conte di Holland, nobile, militare e politico inglese († 1649)
- 27 agosto - Ferruccio Baffa Trasci, vescovo cattolico, teologo e filosofo italiano († 1656)

## Settembre(7)
- 2 settembre - Agostino Mascardi, letterato e storico italiano († 1640)
- 3 settembre - Giulio Cesare Bianchi, religioso e letterato italiano († 1661)
- 4 settembre - Giovan Francesco Maia Materdona, poeta italiano († 1650)
- 11 settembre - Roberto Gentili, traduttore italiano († 1655)
- 12 settembre - María de Zayas, scrittrice spagnola
- 15 settembre - Alessandro d'Aremberg, nobile belga († 1629)
- 17 settembre - Agostinho Barbosa, teologo, giurista e vescovo cattolico portoghese († 1649)

## Ottobre(3)
- 6 ottobre - Giulio Taddeo Guasco, religioso e presbitero italiano († 1660)
- 19 ottobre - Dorotea Sibilla di Brandeburgo, nobildonna tedesca († 1625)
- 23 ottobre - Bartolomeo III Arese, politico, militare e magistrato italiano († 1674)

## Novembre(3)
- 9 novembre - Johann Matthäus Meyfart, teologo e educatore tedesco († 1642)
- 10 novembre - Martino Alfieri, arcivescovo cattolico italiano († 1641)
- 24 novembre - Lorenzo Nomis di Valfenera e Castelletto, politico italiano († 1670)

## Dicembre(5)
- 3 dicembre - Daniel Seghers, pittore fiammingo († 1661)
- 12 dicembre - Camillo Melzi, cardinale e arcivescovo cattolico italiano († 1659)
- 18 dicembre - Guglielmo Luigi di Nassau-Saarbrücken, nobile tedesco († 1640)
- 20 dicembre - Claudio Mangerio, gesuita italiano († 1622)
- 20 dicembre - François d'Arbaud de Porchères, poeta francese († 1640)

## Senza giorno specificato(63)
- Francesco Baratta, scultore italiano († 1666)
- Jacopo Barbello, pittore italiano († 1656)
- Didier Barra, pittore francese († 1652)
- Bartholomeus van Bassen, architetto, pittore e disegnatore olandese († 1652)
- Jean Baudoin, traduttore e scrittore francese († 1650)
- Ercole Bazzicaluva, pittore e incisore italiano († 1641)
- Joshua ben Israel Benveniste, rabbino e medico turco († 1668)
- Bartolomeo Bianco, architetto italiano († 1657)
- Luciano Borzone, pittore italiano († 1645)
- William Browne, poeta britannico († 1645)
- Camillo Rizzi, pittore italiano († 1626)
- Lazzaro Carafino, vescovo cattolico italiano († 1665)
- Andrea Carrera, pittore italiano († 1677)
- Gian Giacomo Cavalli, poeta italiano († 1657)
- William Cavendish, II conte di Devonshire, nobile e politico inglese († 1628)
- Giovan Giorgio Cesarini, nobile italiano († 1635)
- Cirillo III di Costantinopoli, arcivescovo ortodosso greco
- Zacharie Cloutier, operaio francese († 1677)
- Francesco Contin, architetto svizzero († 1654)
- Cornelis Helmbreker, organista e compositore olandese († 1654)
- Giacomo De Franchi Toso, doge († 1657)
- Giovanni Battista da Dovara, arcivescovo cattolico italiano († 1659)
- Theophilus Eaton, funzionario britannico († 1658)
- Jacob van Eyck, musicista olandese († 1657)
- François Florent, giurista francese († 1650)
- Marie de Maupeou, scrittrice e filantropa francese († 1681)
- Francesco I Gallio, III duca di Alvito, nobile, diplomatico e militare italiano († 1660)
- Francesco Garsia, poeta, drammaturgo e giudice italiano († 1670)
- Caterina Ginnasi, pittrice italiana († 1660)
- Vincenzo Giustiniani, vescovo cattolico italiano († 1645)
- Francesco Codino, pittore tedesco
- Alessandro Grandi, compositore italiano († 1630)
- Urbain Grandier, presbitero francese († 1634)
- Johann Friedrich Greuter, pittore e incisore tedesco († 1662)
- Richard Holdsworth, religioso e teologo inglese († 1649)
- John Hoskins il Vecchio, pittore e miniatore inglese († 1664)
- Ii Naokatsu, militare giapponese († 1662)
- Ii Naotaka, militare giapponese († 1659)
- Michel Lasne, incisore e disegnatore francese († 1667)
- Lattanzio Magiotti, medico italiano
- Richard Mico, compositore inglese († 1661)
- Boris Ivanovič Morozov, politico russo († 1661)
- Mícheál Ó Cléirigh, storico irlandese († 1643)
- Giovanni Domenico Peri, economista italiano († 1666)
- François Perrier, pittore e incisore francese († 1650)
- Martin de Redin, militare spagnolo († 1660)
- Johann Schop, compositore e violinista tedesco († 1667)
- Henry Somerset, I marchese di Worcester, nobile inglese († 1646)
- Francisco Salgado de Somoza, teologo e giurista spagnolo († 1664)
- Songtham, sovrano siamese († 1628)
- Mikołaj Szyszkowski, politico († 1643)
- Felice Tamburelli, vescovo cattolico italiano († 1656)
- António Teles da Silva, politico e militare portoghese († 1650)
- Nicolas Tournier, pittore francese
- Diodorus Tuldenus, giurista olandese († 1645)
- Grigore Ureche, letterato rumeno († 1647)
- Théophile de Viau, poeta e drammaturgo francese († 1626)
- Filippo Vitali, compositore e cantore italiano († 1654)
- Andrea Vittorelli, presbitero, scrittore e storico italiano († 1653)
- Richard White, matematico e fisico britannico († 1682)
- Yamada Nagamasa, militare e politico giapponese († 1630)
- Isaac de Caus, architetto francese († 1648)
- Andries van Eertvelt, pittore fiammingo († 1652)